# Qeleshe

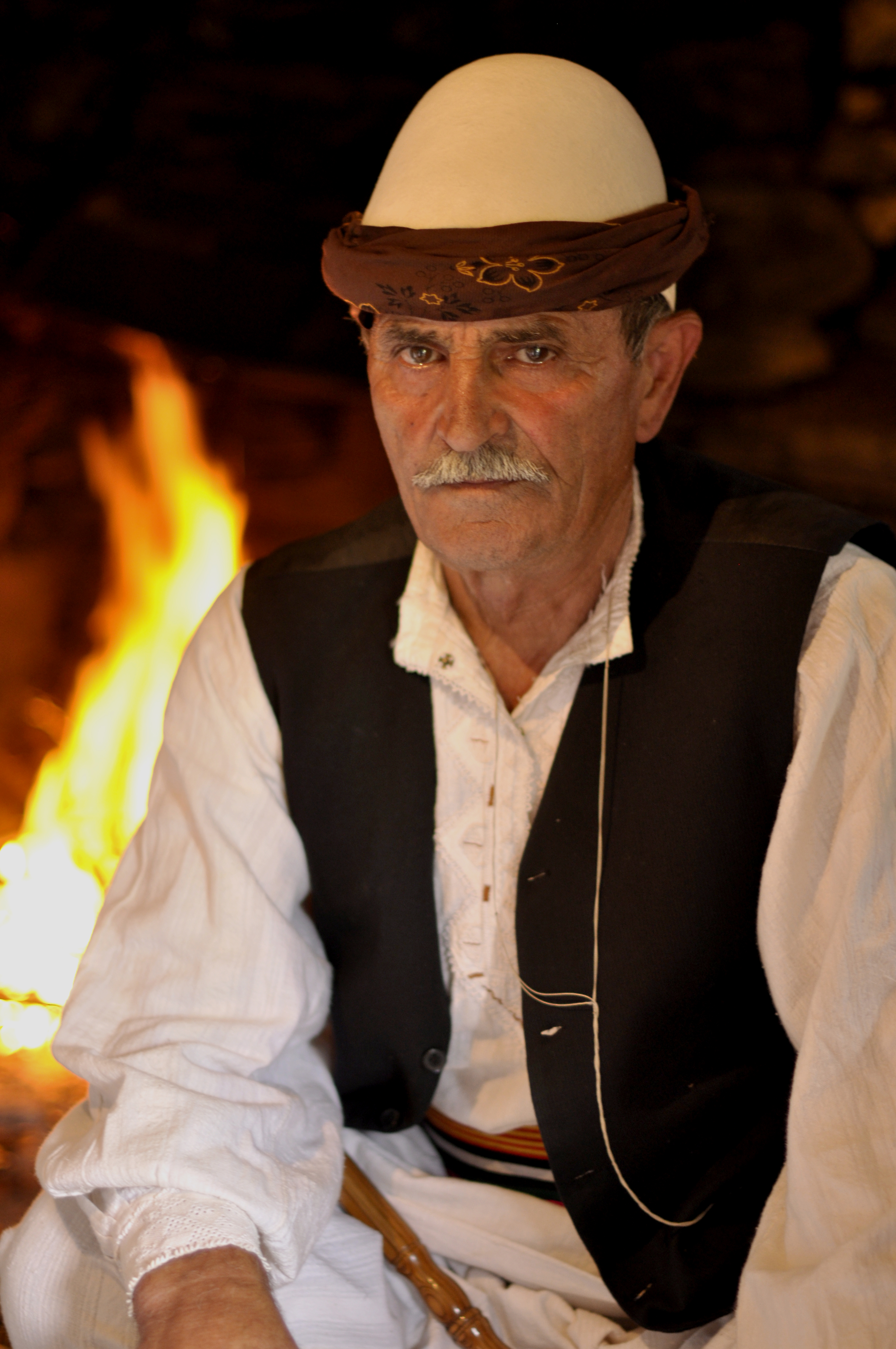
Vieil homme de Prizren, dans le district de Has (au Kosovo), portant un plis.

Le qeleshe ou plis, également qylaf  est un couvre-chef en feutre de couleur blanche porté par les Albanais. Il est porté seulement  dans les territoires habités par les Albanais et fait partie du costume folklorique albanais. La hauteur du chapeau varie d'une région à l'autre.

## Étymologie
En albanais: def. sin. qeleshja ou plisi, indef. pl. qeleshe ou plisa, def. pl. qeleshet ou plisat.

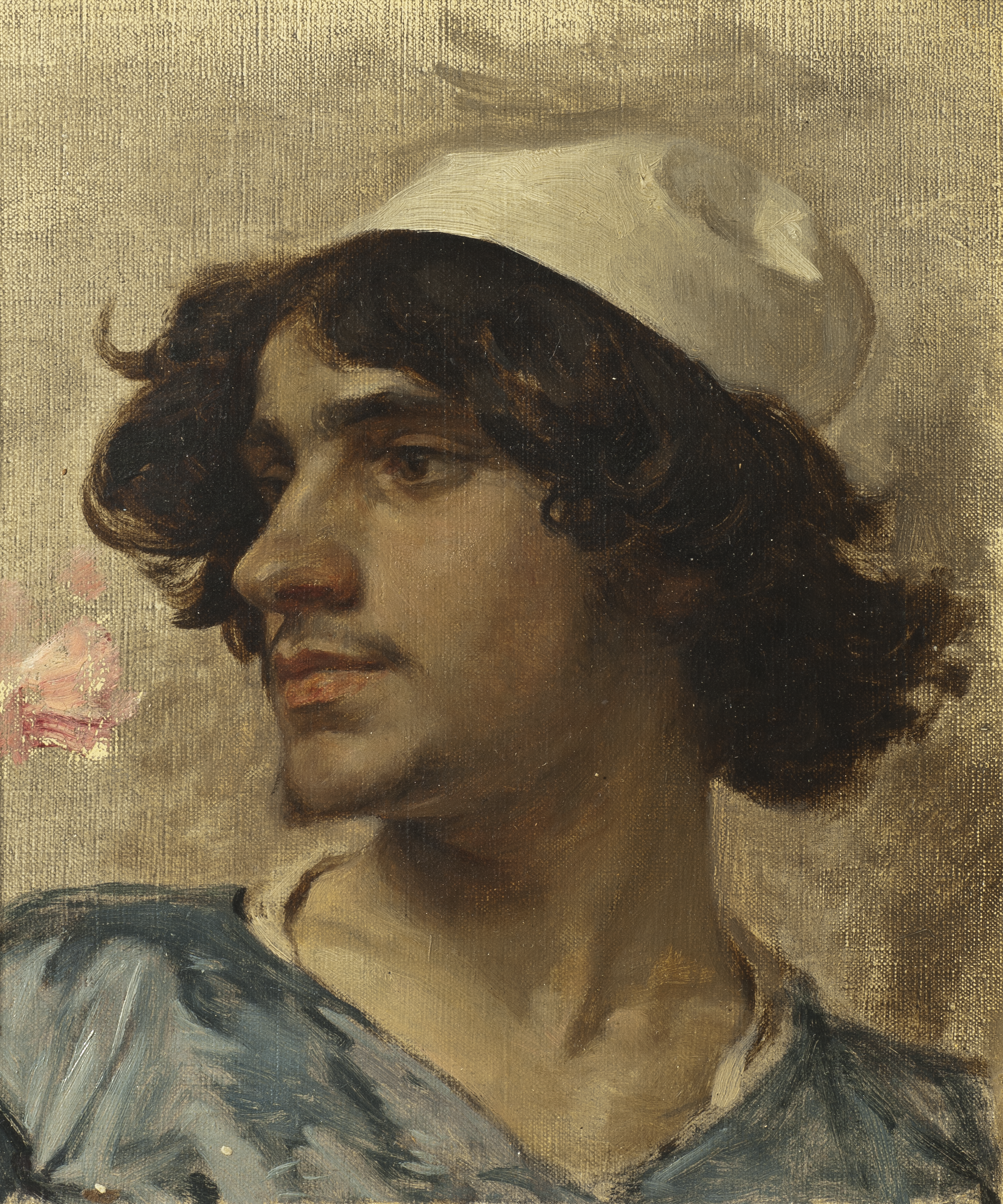
Portrait d'un jeune soldat albanais portant un plis. Huile sur toile de Charles Bargue (1826–1883).

Le style de ce couvre-chef provient d'un bonnet similaire portée par les Illyriens,.
Le mot qeleshe vient du mot albanais pour laine (lesh). Selon Vladimir Orel, le mot plis vient du proto-albanais * p (i) litja, lié au vieux haut-allemand filiz id., Latin pellis id. et grec πῖλος pilos id., proto-slave * pьlstь id.; mais, selon Michael Driesen, la reconstruction d'Orel est incorrecte.

## Présentation
Le bonnet fait partie du costume traditionnel des montagnards albanais, et est considéré comme un symbole national par un grand nombre de communautés albanaises. Au cours de la période ottomane, le fez de couleur blanche était le couvre-chef caractéristique des Albanais sans distinction,.

## Histoire duplis
Dans le costume traditionnel albanais, le plis est l’un des plus emblématiques et des plus anciens. S’il est si symbolique, c’est que les traces de son existence ne proviennent que d’Albanie. Des fouilles archéologiques ont permis de découvrir de nombreux bustes antiques le portant.
L'origine du plis albanais et du qeleshe remonte aux Illyriens antiques. De tels bonnets apparaissent sur des figures similaires à celles de la version illyrienne. Une première représentation du plis peut être vue sur le portrait de Moisi Golemi par Jean Théodore de Bry en 1596. Cependant, il existe des documents italiens antérieurs représentant des Albanais portant le plis dans les siècles précédents. Ferenc Nopcsa soutient que le plis peut avoir été rouge. Au cours des XVIIe siècle-XIXe siècle, les représentations du plis se sont multipliées, le décrivant comme une coiffe albanaise commune, à mesure qu'elle devenait plus répandue et facilement accessible. La version blanche est devenue la plus populaire et a finalement été déclarée costume national albanais spécifique pendant la Renaissance albanaise.
Cependant, on faisait des « chapeaux albanois » en Auvergne au XVIe siècle. Ce type de chapeau était à la mode en France dans les années 1560, comme l'atteste Nicolas Filleul, dans Le Discours (Rouen, 1560). Nicolas de Nicolay, géographe du Roi, dit que ces chapeaux étaient fabriqués en Auvergne et exportés par Lyon vers le Levant, la Grèce et la Transylvanie :
« Chappeaux d’Albanois ne se font qu’en Auvergne & sont transportez es païs de Levant Grece & Transilvanie. ».
Au XVIIIe siècle-XIXe siècle, le plis est souvent visible dans des peintures représentant des « Arnaoutes ». Des peintres comme Jean-Léon Gérôme, Charles Bargue et Marie-Gabriel-Florent-Auguste de Choiseul-Gouffier ont peint ainsi des sujets albanais de l'empire ottoman avec le plis, comme une représentation de l’Orient. On le voit aussi porté dans un cadre formel, comme dans Le Mariage albanais de Jean-Pierre Houël en 1785 (https://gallica.bnf.fr/ark:/12148/bpt6k107641q/f65.item), où le prêtre est représenté portant un plis.
Au cours des XIXe siècle et XXe siècle, les albanologues ont commencé à prendre des photographies des tenues nationales albanaises, dont beaucoup incluaient le plis. Ferenc Nopcsa est photographié à plusieurs reprises portant ce bonnet. C'est ensuite devenu une coiffe populaire pour les soldats albanais qui le portaient pendant la bataille pour l'indépendance. Shote Galica, Isa Boletini et Azem Galica sont représentés portant le plis tout en combattant les envahisseurs italiens, turcs, grecs, serbes et monténégrins pendant la partition de l'Albanie.